# The Left Hand of Darkness
A Mão Esquerda da Escuridão (The Left Hand of Darkness, no original) é um romance de ficção científica da escritora estadunidense Ursula K. Le Guin, publicado em 1969. O romance se tornou imensamente popular e estabeleceu o status de Le Guin como uma grande autora de ficção científica.
O romance segue a história de Genly Ai, um nativo da Terra, que é enviado ao planeta Gethen como emissário do Ekumen, uma confederação informal de planetas. A missão de Ai é persuadir as nações de Gethen a se juntar ao Ekumen, mas ele é impedido por sua falta de entendimento da cultura getheniana. Indivíduos em Gethen são "ambissexuais", sem sexo fixo. Este fato tem uma forte influência na cultura do planeta, e cria uma barreira de entendimento para Ai. A Mão Esquerda esteve entre os primeiros livros publicados no gênero de ficção científica feminista e é o mais famoso exemplo de androginia na ficção científica. Um importante tema do romance é o efeito que sexo e gênero tem na cultura e sociedade, explorado especialmente através da relação entre Ai e Estraven, um político getheniano que acredita nele e o ajuda. Dentro deste contexto, o romance também explora a interação entre as lealdades dos personagens principais, a solidão e o desenraizamento de Ai, e o contraste entre as religiões das duas maiores nações de Gethen. O tema de gênero também provocou um debate feminista quando foi publicado pela primeira vez, acerca da representação dos gethenianos ambissexuais.
O romance é parte do Ciclo de Hain, uma série de romances e contos escritos por Le Guin, situados no universo ficcional de Hain, o qual a autora introduziu em 1964 com "The Dowry of the Angyar". Entre os romances de Hain, A Mão Esquerda foi precedido por, em ordem de escrita, City of Illusions e seguido de The Word for World Is Forest.
A Mão Esquerda já foi reeditado mais de 30 vezes, e recebeu uma reação altamente positiva de críticos. O romance ganhou os prêmios Nebula e Hugo de Melhor Romance concedido por escritores e fãs respectivamente, e foi listado em terceiro lugar, atrás de Duna, de Frank Herbert, e Childhood's End, de Arthur C. Clarke, numa pesquisa realizada pela revista Locus. Em 1987, a Locus colocou-o em segundo lugar entre romances de ficção científica, atrás de Duna e Harold Bloom afirmou: "Le Guin, mais do que Tolkien, elevou a fantasia à alta literatura, para o nosso tempo."

## Antecedentes

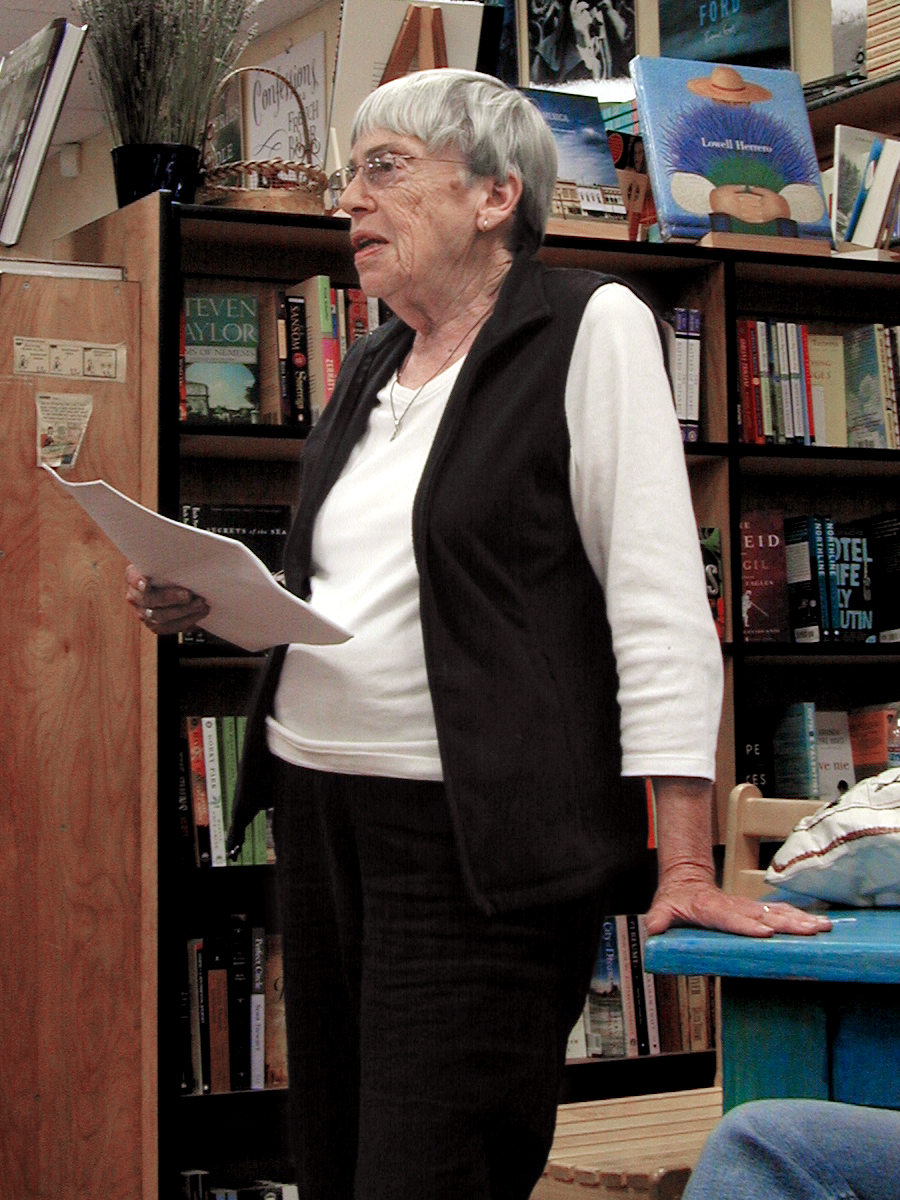
Le Guin realizando uma leitura em 2008

O pai de Le Guin, Alfred Louis Kroeber, foi um antropólogo, e a experiência que isto proporcionou a Le Guin influenciou todas as suas obras. Os protagonistas de muitos dos romances de Le Guin, como A Mão Esquerda da Escuridão e Rocannon's World, também são antropólogos ou algum tipo de investigadores sociais. Le Guin usou o termo Ekumen para sua aliança ficcional de mundos, um termo criado por seu pai, que o derivou do grego Oikoumene para se referir a culturas eurasianas que partilhavam uma origem comum.
O interesse de Le Guin no taoísmo influenciou muito de sua obra de ficção científica. De acordo com Douglas Barbour, a ficção do universo Hain (o cenário de diversas obras de Le Guin) contém um tema de equilíbrio entre a luz e a escuridão, um tema central do taoismo. Ela também foi influenciada por seu antigo interesse em mitologia, e sua exposição à diversidade cultural durante a infância. Seus protagonistas estão, frequentemente, interessados nas culturas que estão investigando, e são motivados a preservá-las ao invés de conquistá-las. Autores que influenciaram Le Guin incluem Victor Hugo, Liev Tolstói, Virginia Woolf, Italo Calvino e Lao Zi.
Le Guin se identificou com o feminismo e se interessou pela não violência e consciência ecológica. Ela participou de demonstrações contra a guerra do Vietnã e armas nucleares. Estas simpatias podem ser vistas em várias de suas obras de ficção, incluindo aquelas do universo de Hain. Os romances do ciclo de Hain com frequência exploram os efeitos de sistemas políticos e sociais divergentes, embora, de acordo com Suzanne Reid, elas demonstrou uma preferência por uma "sociedade que governa por consenso, uma cooperação comunal sem governo externo". Sua ficção também frequentemente desafia representações predominantes de raça e gênero.
A edição original de 1969 de A Mâo Esquerda da Escuridão não continha uma introdução. Depois de refletir sobre sua obra, Le Guin escreveu na edição de 1976 que o gênero da ficção científica não era tão "racionalista e simplista" como a mera extrapolação. Ao invés disso, ela chamou-o de um "experimento mental", o qual pressupõe algumas mudanças no mundo, e investiga suas consequências. Neste caso, seu experimento mental explora uma sociedade sem homens ou mulheres, na qual indivíduos partilham a composição biológica e mental de ambos os sexos. Le Guin também disse que a literatura de gênero, em geral, permite a exploração do mundo "real" através de metáforas e histórias complexas, e que a ficção científica pode usar de situações imaginárias para comentar sobre relações e comportamentos humanos.
Em sua nova introdução à reedição da Library of America de 2017, a autora escreveu:
Até 1968, eu não tinha um agente literário, enviado todos os meu trabalhos por conta própria. Enviei A Mão Esquerda da Escuridão a Terry Carr, um editor brilhante recém encarregado de uma prestigiosa linha de livros da editora Ace. Seu (apropriado) nome andrógino me levou a tratá-lo como Cara Senhorita Carr. Ele não guardou rancor sobre isto e comprou o livro. Isto me assustou. Mas me deu coragem de pedir à agente Virginia Kidd, que havia elogiado meus livros anteriores, se ela consideraria tentar vender A Mão Esquerda da Escuridão em formato capa dura. Ela aceitou a oferta como um gato e pediu para me representar dali em diante. Ela também, prontamente, vendeu o romance naquele formato.

Me questionei seriamente sobre o julgamento deles. A Mão Esquerda me pareceu um fracasso natural. Seu estilo não é o jornalístico, que estava em voga na ficção científica, sua estrutura é complexa, ele é devagar, e mesmo que todos se tratem por 'ele', não é um livro sobre homens. Há uma boa dose de "hard lit", heresia e chutzpah para um romance de gênero escrito por uma zé-ninguém em 1968.— Le Guin, 2017

## Cenário
A Mão Esquerda da Escuridão se passa no universo ficcional de Hain, que Le Guin introduziu em seu primeiro romance Rocannon's World, publicado em 1966. Nesta história ficcional, os seres humanos não evoluíram na Terra, mas no planeta Hain. Os habitantes de Hain colonizaram vários sistemas planetários adjacentes, incluindo a Terra e Gethen, possivelmente um milhão de anos antes do tempo no qual se passam os romances. Alguns dos grupos que colonizaram cada planeta foram alvo de experimentos genéticos, incluindo em Gethen. Os planetas, em seguida, perderam contato entre si, por razões que Le Guin não explica. Le Guin não narra a história completa do universo de Hain de uma só vez: ao invés disso deixa os leitores unirem os pontos a partir das várias obras.
Os romances e outras obras ficcionais que se passam no universo de Hain recontam os esforços para restabelecer uma civilização galática. Exploradores de Hain, bem como de outros planetas, usam naves interestelares que viajam quase tão rápido quanto a luz. Estas demoram anos para viajar entre sistemas planetários, embora a jornada dos viajantes seja encurtada por conta da dilatação do tempo relativística, assim como pela comunicação interestelar instantânea através do ansible, introduzido no romance The Dispossessed. Esta civilização galática é conhecida como a "Liga de Todos os Mundos" nas obras que se passam no início da cronologia da série, e foi reconstruída como o "Ekumen" na época em que se passam os eventos de A Mão Esquerda da Escuridão. Durante os eventos do romance, o Ekumen é uma união de 83 mundos, com algumas leis em comum. Pelo menos dois "experimentos mentais" são usados em cada romance. O primeiro é a ideia de que toda a espécia humanóide teve uma origem comumm; eles são todos retratados como descendentes dos colonizadores originais de Hain. A segunda ideia é exclusiva de cada romance.
A Mão Esquerda da Escuridão se passa muitos séculos no futuro — nenhuma data é informada no livro. Críticos sugeriram o ano 4870 d.C., baseando-se na extrapolação de eventos em outras obras, e comentários feitos pela própria Le Guin acerca de sua obra. O protagonista do romance, o emissário Genly Ai, está numa planeta chamado Winter ("Gethen" na língua de seus habitantes) para convencer os cidadãos a se unir ao Ekumen. Winter é, como seu nome indica, um planeta que está sempre frio.
Os habitantes de Gethen são humanos ambissexuais; durante 24 dias (somer) de cada ciclo lunar de 26 dias, eles andrógino sexualmente latentes. Eles adotam características sexuais apenas uma vez ao mês, durante um período de receptividade sexual e alta fertilidade chamado kemmer. Durante o kemmer, eles se tornam, sexualmente, homens ou mulheres, sem qualquer predisposição a um ou outro, embora qual sexo seja adotado pode depender de contexto e relações. Ao longo do romance, os gethenianos são descritos como "ele", independente de seu papel no kemmer. Esta ausência de características de gênero fixas levou Le Guin representar Gethen como uma sociedade sem guerra, e também sem a sexualidade como um fator constante em relações sociais. Em Gethen, todos os indivíduos participam do "ônus e privilégio" de criar crianças, e estupros e sedução são quase inexistentes.

## Enredo
O protagonista do romance é Genly Ai, um terráqueo nativo, que é enviado para convidar Gethen a se unir ao Ekumen, uma coalizão de mundos humanoides. Ai viaja ao sistema de Gethen numa nave que permanece em órbita solar com os companheiros de Ai, que estão em estase. Ai é enviado a Gethen sozinho, como o "primeiro móvel". Como todos os emissários do Ekumen, ele pode usar "mindspeak" — uma forma de fala quasi-telepática, da qual gethenianos também são capazes, mas para a qual perderam a habilidade. Ele aterrissa no reino getheaniao de Karhide, e passa dois anos tentando persuadir os membros de seu governo do valor de se unir ao Ekumen. Karhide é uma das duas grandes nações em Gethen, a outra sendo Orgoreyn.
O romance começa no dia anterior a uma audiência que Ai obteve com Argaven Harge, o rei de Karhide. Ai consegue isto com a ajuda de Estraven, o primeiro ministro, que parece acreditar na missão de Ai. Contudo, na noite anterior à audiência, Estraven fala a Ai que ele não pode mais apoiar sua causa junto ao rei. Ai começa a duvidar da lealdade de Estraven por conta de suas estranhas afetações, que Ai acha afeminadas e ambíguas. O comportamento do povo em Karhide é ditado pelo shifgrethor, um conjunto intrincado de tácitas regras sociais e cortesias formais. Ai não entende este sistema, o que dificulta seu entendimento das razões de Estraven e contribui para sua desconfiança deste. No dia seguinte, enquanto ele se prepara para se encontrar com o rei, Ai descobre que Estraven foi acusado de traição, e exilado do país. O pretexto para o exílio de Estraven foi a maneira como este lidou com uma disputa de fronteira com o país vizinho, Orgoreyn, na qual Estraven foi visto como conciliador demais. Ai se encontra com o rei, que rejeita seu convite para se unir ao Ekumen. Desanimado, Ai decide viajar por Karhide, já que a primavera acabou de começar, tornando o interior do país acessível.
Ai viaja até uma fortaleza, uma habitação do povo de Handarrata, uma das duas grandes religiões gethenianas. Ele paga a fortaleza por uma profecia, uma arte praticada para provar a "perfeita inutilidade de saber a resposta da pergunta errada". Ele pergunta se Gethen/Winter será um membro do Ekumen em cinco anos, esperando que os profetas lhe derão uma resposta ambígua, contudo eles respondem que "sim". Isto o leva a refletir que o gethenianos "treinaram o pressentimento para andar com arreio". Depois de vários meses viajando por Karhide, Ai decide continuar sua missão em Orgoreyn, para onde ele recebeu um convite.
Ai chega à capital orgota, Mishnory, onde ele descobre que os políticos orgotas são, inicialmente, muito mais diretos. Ele recebe alojamentos confortáveis, e lhe permitem apresentar seu convite ao conselho que governa Orgoreyn. Três membros do conselho — Shusgis, Obsle e Yegey — lhe apoiam bastante. Estes três são membros de uma facção "Comércio Aberto", que quer por fim ao conflito com Karhide. Descobre-se que Estraven, que fora banido de Karhide, está trabalhando com estes três membros do conselho e diz a Ai que ele é o responsável pelo convite a Orgoreyn que o emissário recebeu. Apesar do apoio, Ai fica apreensivo; Estraven o aconselha a não confiar nos líderes orgotas, e ele ouve rumores sobre a "Sarf", ou polícia secreta, que controla, de fato, Orgoreyn. Ele ignora tanto seus sentimentos quanto o aviso, e é, mais uma vez, pego de surpresa: é inesperadamente preso uma noite, interrogado, depois enviado a um campo de trabalho no extremo norte onde sofre com o frio severo, é sujeito a trabalhos forçados, e lhe é dado drogas debilitantes para impedir o kemmer. Ele fica doente e sua morte parece iminente.
Seus captores supõem que ele morrerá no campo, mas, para a grande surpresa de Ai, Estraven — no qual Ai ainda não confia — realiza grandes esforços para salvá-lo. Estraven finge ser um guarda da prisão e liberta Ai do campo, usando seu treinamento com o Handarrata para induzir dothe, ou força histérica, para ajudá-lo no processo. Estraven gasta o resto de seu dinheiro em suprimentos e depois rouba mais, quebrando seu código moral, que proíbe o roubo. Ambos iniciam uma perigosa jornada de 80 dias através da calota polar setentrional de Gobrin de volta a Karhide, pois Estraven acredita que a mera aparição de Ai em Karhide forçará a aceitação do tratado do Ekumen. Ao longo da jornada, Ai e Estraven aprendem a confiar um no outro e aceitar suas diferenças. Ai, eventualmente, consegue ensinar o mindspeak a Estraven, que ouve Ai falar em sua mente com a voz de seu irmão e amante falecido, Arek, demonstrando a ligação próxima que ambos desenvolveram. Quando chegam em Karhide, Ai envia uma transmissão de rádio a sua nave, que aterrissa alguns dias depois. Estraven tenta retornar à fronteira com Orgoreyn, já que ele ainda está exilado de Karhide, mas é morto pelos guardas da fronteira, que capturam Ai. A profecia de Estraven é corroborada qundo a presença de Ai em Karhide, junto com a morte de Estraven, desencadeia o colapso dos governos de Karhide e Orgoreyn. Logo depois, Karhide concorda em se unir ao Ekumen, seguido rapidamente por Orgoreyn, completando a missão de Ai.

## Personagens principais

### Genly Ai
Genly Ai é o protagonista do romance. Um homem nativo da Terra, que é enviado a Gethen pelo Ekumen como o "primeiro móvel" ou emissário. É chamado de "Genry" pelos habitantes de Karhide, que tem dificuldade em pronunciar o som "l". É descrito como bem mais alto e escuro que o getheniano médio. Apesar de curioso e receptivo à cultura getheniana, ele encontra, a princípio, dificuldade em confiar nos gethenianos. Suas afetações masculinas, aprendidas na Terra, também se mostram uma barreira à comunicação. No início do livro, ele já estav em Gethen há um ano, tentando conseguir uma audiência com o rei, e persuadir o governo de Karhide a acreditar em sua história. Ele chega equipado com informações básicas sobre a língua e a cultura fornecidas por uma equipe de investigadores que vieram antes dele.
Em Karhide, o rei está relutante em aceitar sua missão diplomática. Em Orgoreyn, Ai é, aparentemente, aceito mais facilmente pelos líderes políticos, contudo Ai é preso, despido, drogado e enviado a um campo de trabalho. Resgatado por Estraven, o primeiro ministro desposto de Karhide, Genly percebe que diferenças culturais — especificamente o shifgrethor, os papéis de gênero e a sexualidade getheniana — impediram-no de entender sua relação com Estraven anteriormente. Durante sua jornada de 80 dias através da terra congelada para retornar a Karhide, Ai aprende a entender e amar Estraven.

### Estraven
Therem Harth rem ir Estraven é um getheniano do Domínio de Estre na Terra de Kerm, no ponto mais ao sul da metade Karhidiana do continente. No início do romance, ele é o primeiro ministro de Karhide, até que é exilado de Karhide depois de tentar chegar a um acordo com Orgoreyn sobre a disputa do Vale de Sinnoth. Estraven é um dos poucos gethenianos que acreditam em Ai, e tenta ajudá-lo desde o começo, mas a incapacidade de Ai em compreender o shifgrethor leva a graves desentendimentos entre eles. É dito que Estraven fez um voto de kemmer tabu com seu irmão, Arek Harth rem ir Estraven, quando ambos eram jovens. O costume requeria que eles se separassem depois de ter um filho juntos; por conta do primeiro voto, o segundo que ele faz com Ashe Foreth, outro parceiro, que também havia sido quebrado antes dos eventos de A Mão Esquerda, é chamado de um "voto falso, um segundo voto". Em contraste com Ai, Estraven é retratado com qualidades estereotipicamente masculinas e femininas, e está acostumado a demonstrar que ambas são necessários para sobreviver.

### Argaven
Argaven Harge XV é o rei de Karhide durante os eventos do romance. É descrito por seus súditos e por Estraven como sendo "louco". Ele é o pai de sete filhos, mas ainda tem de dar à luz "um herdeiro do corpo, um filho do rei". Durante o romance, ele se fica grávido, mas perde a criança antes de ela nascer, provocando especulações sobre qual de seus filhos será nomeado seu herdeiro. Seu comportamento para com Ai é consistentemente paranóico; embora conceda uma audiência a Ai, ele se recusa a acreditar em sua história, e recusa sua oferta para se juntar ao Ekumen. O mandato de seus primeiros-ministros tende a ser curto, com Estraven e Tibe ascendendo ao poder e perdendo-o durante os dois anos gethenianos que o romance cobre. Eventualmente, Argaven concorda em se unir ao Ekumen por causa das consequências políticas da morte de Estraven e da fuga de Ai de Orgoreyn.

### Tibe
Pemmer Harge rem ir Tibe é primo de Argaven Harge. Tibe se torna primeiro-ministro de Karhide depois que Estraven é exilado no início do romance, e se torna regente por um breve período quando Argaven engravida. Ao contrário de Estraven, ele parece querer iniciar um guerra com Orgoreyn acerca da disputa do Vale de Sinnoth; além de tomar atitudes agressivas na fronteira, ele regularmente realiza discursos beligerantes no rádio. Tibe se opõe vigorosamente à missão de Ai. Ele ordena que Estraven seja morto na fronteira no fim do romance, como uma última afronta, sabendo que a presença em Karhide de Estraven e Ai significa sua ruína; ele renuncia imediatamente depois da morte de Estraven.

### Obsle, Yegey e Shusgis
Obsle, Yegey e Shusgis sõ Comensais, três dos trinta e três membros do conselho que governa Orgoreyn. Osble e Yegey são membros da facção "Comércio Aberto", que tem como objetivo normalizar relações com Karhide. Obsle é o comensal do Distrito de Sekeve, e já foi chefe da Comissão Orgota de Comércio Naval em Erhenrang, onde conheceu Estraven. Este descreve Obsle como a coisa mais próxima de uma pessoa honesta entre os políticos de Orgoreyn. Yegey é o comensal que primeira se encontra com Estraven durante seu exílio, e lhe dá um emprego e um lugar para morar em Mishnory. Shusgis é o comensal que hospeda Ai depois da chegada deste em Mishnory, e é membro da facção oposta, que apoia a Sarf, a polícia secreta de Orgoreyn. Embora Obsle e Yegey apoiem a missão de Ai, eles o veem como um instrumento para aumentar sua própria influência dentro do conselho; assim, eventualmente eles traem Ai e o entregam à Sarf para salvar a própria pele. Sua facção, a "Comércio Aberto", assume o controle do conselho depois que a presença de Ai em Karhide se torna conhecida ao fim do romance.

## Recepção
A Mão Esquerda da Escuridão recebeu uma recepção crítica bastante favorável desde de sua publicação. O romance o Prêmio Nebula, concedido pela Science Fiction Writers of America, e o Prêmio Hugo, determinado pelos fãs de ficção científica. Em 1987 a revista Locus classificou-o em segundo lugar na lista "Melhores Romances de Ficção Científica de Todos os Tempos", baseada numa votação com assinantes. O romance também foi um marco pessoal para Le Guin, com críticos chamando-o de sua "primeira contribuição ao feminismo". Foi um de seus livros mais populares por muitos anos após a publicação. Em 2014, o romance havia vendido mais de um milhão de cópias em inglês.
O livro foi bastante elogiado por comentaristas do gênero, críticos acadêmicos e resenhistas literários. O escritor de ficção científica Algis Budrys elogiou o romance, caracterizando-o como "uma narrativa muito bem concebida, muito bem contada, muito habilmente executada". Ele achou julgou o livro "um romance escrito por uma escritora magnífica, uma história atraente sobre perigo humano e lutar sob circunstâncias nas quais o amor humano, e diversas outras características humanas, podem ser retratadas num contexto novo". Darko Suvin, um dos primeiros acadêmicos a estudar a ficção científica, escreveu que A Mão Esquerda foi o "romance mais memorável do ano", e Charlotte Spivack considera o livro como tendo estabelecido o status de Le Guin como uma grande escritora de ficção científica. em 1987, Harold Bloom descreveu A Mão Esquerda da Escuridão como "o melhor trabalho até o momento" de Le Guin, e afirmou que os críticos, via de regra, subestimaram-no. Posteriormente, Bloom listou o livro em The Western Canon (1994) como um dos livros em sua concepção de obras artísticas que foram importantes e influentes na cultura ocidental. Na opinião de Bloom, "Le Guin, mais do que Tolkien, elevou a fantasia à alta literatura, para o nosso tempo.
Críticos também comentaram acerca da grande influência do livro, com escritores como Budrys citando-o como um influência em sua própria escrita. De maneira mais geral, tem sido afirmado que a obra foi altamente influente no campo da ficção científica, com revista The Paris Review afirmando que "nenhuma obra fez mais para levar ao chão as convenções do gênero do que A Mão Esquerda da Escuridão". Donna White, em seu estudo sobre a literatura crítica de Le Guin, argumentou que A Mão Esquerda foi uma das obras seminais da ficção científica, tão importante quanto Frankenstein, de Mary Shelley, que é, em geral, descrito como o primeiro romance de ficção científica. Suzanne Reid escreveu que, na época em que o romance foi escrito, as ideias de Le Guin sobre androginia eram únicas são só para a ficção científica, mas para a literatura em geral.
A Mão Esquerda tem sido um ponto central na crítica literária da obra de Le Guin, junto com sua ficção de Terramar e ficção utópica. O romance esteve no centro de um debate feminista quando foi publicado em 1969. Alexei Panshin fez objeção ao uso de pronomes de gênero masculinos "ele/seu/dele" ("he/him/his", no original) para descrever seus personagens andróginos, e chamou o romance de um "fracasso raso". Outras feministas afirmaram que o romance não se aprofundou suficientemente em sua exploração de gênero. Tão foram dirigidas críticas à representação de personagens andróginos nos papéis "masculinos" de políticos e estadistas, mas não em papéis familiares. Sarah LeFanu, por exemplo, escreveu que Le Guin virou as costas a uma oportunidade de experimentação. Ela afirmou que "este heróis masculinos com suas crises de identidade, presos nas garras do individualismo liberal, servem de peso morto no centro do romance". Le Guin, que se identifica como feminista, respondeu a estas críticas em seu ensaio "Is Gender Necessary?", e também trocando os pronomes masculinos por femininos em edições posteriores de "Winter's King", um conto avulso que se passa em Gethen. Em suas respostas, Le Gui admitiu que falhou em retratar personagens andróginos em papeis estereotipicamente femininos, mas disse que considerou e decidiu não inventar pronomes de gênero neutros, porque eles iriam mutilar a linguagem do romance.

## Temas

### Temas do universo de Hain
Os trabalhos de Le Guin que se passam no universo de Hain exploram a ideia de expansão humana, um tema encontrado nos romances de história futura de outros autores de ficção científica como Isaac Asimov. Os romances de Hain, como The Dispossessed, A Mão Esquerda e The Word for World is Forest, também frequentemente exploram os efeitos de sistemas sociais e políticos diferentes. Le Guin acreditava que a sociedade contemporânea sofria de um alto nível de alienação e divisão, e suas representações de encontros entre raças, como em A Mão Esquerda da Escuridão, procuraram explorar a possibilidade de um "modo aperfeiçoado de relacionamentos humanos", baseado em "integração e integridade". A Mão Esquerda da Escuridão explora este tema através da relação entre Genly Ai e Estraven; inicialmente, Ai suspeita de Estraven, mas, eventualmente, passa a amá-lo e confiar nele. Os romances de Hain posteriores também desafiam ideias contemporâneas de gênero, diferenças étnicas, o valor da posse e a relação entre seres humanos e o mundo natural.

### Sexo e gênero
Um tema proeminente do romance são as relações sociais num sociedade onde o gênero é irrelevante; nas palavras de Le Guin, ela "eliminou o gênero, para descobrir o que sobrava". Em seu ensaio de 1976, intitulado "Is Gender Necessary?", Le Guin escreveu que o tema de gênero era apenas secundário ao tema primário de lealdade e traição. Le Guin revisitou este ensaio em 1988, e afirmou que a questão de gênero era central para o romance; seu ensaio anterior havia descrito o gênero como um tema periférico por que ela se sentia na defensiva sobre usar pronomes masculinos para seus personagens.
O romance também segue as mudanças sofridas por Genly Ai, cujo comportamento se afasta do "masculino" e se torna mais andrógino ao longo do romance. Ele se torna mais paciente e afetivo, e menos rigidamente racionalista. Ai luta para formar um laço com Estraven por boa parte do romance, e finalmente derruba a barreira entre eles durante a viagem pelo gelo, quando percebe e aceita a sexualidade dupla de Estraven. O entendimento de ambos acerca de suas sexualidades os ajuda a atingir uma relação com mais confiança. A nova intimidade que compartilham é demonstrada quando Ai ensina Estraven a usar mindspeak, e Estraven ouve Ai falando com a voz de Arek, seu irmão falecido.
Teóricas feministas criticaram o romance pelo que viram como uma representação homofóbica da relação entre Estraven e Ai. Ambos são representados como superficilamente masculinos ao longo do romance, mas nunca chegam a explorar fisicamente a atração entre eles. A morte de Estraven no fim é visto como enviando a mensagem de que a "morte é o preço que deve ser pago pelo amor proibido". Num ensaio de 1986, Le Guin reconheceu e desculpou-se pelo fato de que A Mão Esquerda havia apresentando a heterossexualidade como sendo a norma em Gethen.
A natureza andrógina dos habitantes de Gethen é usada para examinar relação de gênero na sociedade humana. Em Gethen, o permanentemente masculino Genly Ai é uma esquisitice, e é visto como um "pervertido" pelos nativos; de acordo com críticos, este é a maneira de Le Guin de gentilmente criticar a masculinidade. Le Guin também parece sugerir que a ausência de divisões de gênero leva a uma sociedade sem a constrição de papéis de gênero. Os gethenianos não possuem tendências belicosas, o que críticos ligaram a sua falta de agressividade sexual, derivada de sua ambissexualidade. De acordo com Harold Bloom, "androginia não é, claramente, um ideal político ou sexual" no livro; ele continua dizendo que a "ambissexualidade é um condição mais imaginativa do que a nossa bissexualidade. (...) Os gethenianos sabem mais do que homens ou mulheres." Bloom acrescenta que está a maior diferença entre Estraven e Ai, e permite àquele a liberdade de realizar ações que Ai não pode; Estraven é "mais mais apto para amar, e livre, por essa razão, para se sacrificar".

### Religião
O livro apresenta duas grande religiões: o Handdara, um sistema informal similar ao taoísmo e budismo, e o culto de Yomeshta ou Meshe, um religião quase monoteísta, baseada na ideia de que o conhecimento absoluto da totalidade do tempo alcançanda por Meshe, que era, originalmente, um profeta dos Handdara, quando tentou responder a pergunta: "Qual o sentido da vida?" O Handdara é mais antigo, e dominante em Karhide, enquanto Yomesh é a religião oficial em Orgoreyn. Suas diferenças formam a base das distinções políticas entre os países e das distinções culturais entre seus habitantes. É revelado que Estraven é uma adepto do Handdara.
O interesse de Le Guin no taoísmo influenciou muito de sua obra de ficção científica. Douglas Barbour disse que a ficção do universo de Hain contém o tema de equilíbrio entre a luz e a escuridão, um tema central do taoísmo. O título A Mão Esquerda da Escuridão deriva do primeiro verso de um poema tradicional do planeta Gethen:

Luz é a mão esquerda da escuridão
E escuridão a mão direita da luz.
Dois são um, vida e morte, deitados
juntos como amantes em kemmer,
como mãos unidas,
como o fim e o caminho.

Suzanne Reid afirmou que esta descrição de luz e escuridão ia de encontro a várias suposições culturais do ocidente, que acredita em opostos bem diferenciados. Ele continou dizendo que os personagens de Le Guin tendem a se adaptar aos ritmos da natureza ao invés de tentar conquistá-los, uma atitude cuja origem pode ser traçada ao taoísmo. Os Handarrata representam o sentido taoísta de unidade; os crentes tentam encontrar o discernimento alcançando o "intranse", um equilíbrio entre saber e não saber, e concentrar-se e não se concentrar.
O culto de Yomesh é a religião oficial de Orgoreyn, e adora a luz. Críticos como David Lake encontraram paralelos entre o culto de Yomesh e o cristianismo, como a presença de santos e anjos, e o uso de um sistema de contagem de dias baseado na morte do profeta. Le Guin representa a religião Yomesh como uma influência na sociedade orgota, o que Lake interpreta como uma crítica da influência do cristianismo sobre a sociedade ocidental. Em comparação com a religião de Karhide, a religião Yomesh se foca mais no esclarecimento e em afirmação positivas e óbvias. O romance sugere que este foco no que é positivo leva os orgota a não serem completamente honestos, e que um equilíbrio entre o esclarecimento e a escuridão é necessário à verdade.

### Lealdade e traição
Lealdade, fidelidade e traição são temas significativos no livro, explorados diante do contexto de relações planetárias e interplanetárias. Genly Ai é enviado a Gethen como emissário do Ekumen: sua missão é convencer as diversas nações gethenianas que suas identidades não serão destruídas ao se integrarem ao Ekumen. Ao mesmo tempo, o conflito planetário entre Karhide e Orgoreyn é mostrado como intensificando o nacionalismo, dificultando a situação daqueles que, nos países, se veem como cidadãos do planeta.
Estes conflitos são demonstrados pelas variadas lealdades dos personagens principais. Genly Ai diz a Argaven, depois da morte de Estraven, que este serviu à humanidade como um todo, assim como Ai. Durante a disputa de fronteira com Orgoreyn, Estraven tenta por fim à disputa retirando fazendeiros de Karhide do território disputado. Estraven acredita que, ao prevenir a guerra, ele esta salvando vidas de habitantes de Karhide e sendo leal ao seu país, enquanto que o Rei Argaven vê isto como traição. No fim do romance, Ai diz a sua nave que aterrisse para formalizar a entrada de Gethen ao Ekumen, e sente-se ambivalente sobre isso, pois havia prometido que limparia o nome de Estraven antes de aterrissar a nave. Sua decisão é um exemplo de como Le Guin representa lealdade de traição como complementares ao invés de contraditórias, já que, ao integrar Gethen ao Ekumen, Ai estava cumprindo o propósito maior que partilhava com Estraven. Donna White escreveu que muitos dos romances de Le Guin descrevem um luta entre lealdades pessoais e obrigações públicas, melhor exemplificada em A Mão Esquerda da Escuridão, onde Ai fica ligado a Estraven por um vínculo pessoal, mas deve subordinar este vínculo a sua missão para o Ekumen e para a humanidade.
O tema de lealdade e confiança se relaciona com o gênero, o outro grande toma do romance. Ai encontra dificuldade considerável em completar sua missão por conta de seu preconceito contra os gethenianos (e sua ambissexualidade) e de sua incapacidade de criar um laço pessoal com eles. As ideias preconcebidas de Ai sobre como homens devem se comportar o impede de confiar em Estraven quando se conhecem; Ai taxa Estraven de "feminino" e suspeita dele porque Estraven exibe características tanto masculinas e quanto femininas. Estraven também encontra dificuldades em se comunicar com Ai, que nã entende o shifgrethor, o modo getheniano de dar e receber conselhos. Um tema relacionado, que perpassa a obra de Le Guin, é o de ter raízes ou não tê-las em sociedade, explorado através das experiências de indivíduos solitários em planetas alienígenas.

### Shifgrethore comunicação
Shifgrethor é um conceito ficcional do universo do Hain, introduzido pela primeira vez em A Mão Esquerda da Escuridão. É mencionado pela primeira vez por Genly Ai, quando este reflete: "shifgrethor — prestígio, lugar, a relação de orgulho, o intraduzível e importantíssimo princípio de autoridade social em Karhide e todas as civilizações de Gethen". Seu nome deriva de uma antiga palavra getheniana para sombra. George Slusser descreve o shifgrethor como "não posição, mas a habilidade de manter igualdade em qualquer relação, e fazê-lo respeitando a pessoa do outro". De acordo com Carrie B. McWhorter, professora da Universidade de West Georgia, shifgrethor pode ser definido simplesmente como "um senso de honra e respeito que fornece aos gethenianos uma maneira de salvar as aparências em momentos de crise".
Inicialmente, Ai recusa-se e ver uma conexão entre sua sexualidade e seu modo de consciência, impedindo-o de realmente entender os gethenianos; assim, ele fica incapaz de persuadi-los da importância de sua missão. O fracasso de Ai em compreender o shifgrethor e em confiar nas razões de Estraven o leva a entender mal boa parte do conselho que Estraven lhe dá. Conforme a relação entre Ai e Estraven muda, a comunicação entre eles também o faz; ambos ficam mais dispostos a reconhecer erros, e fazem menos afirmações. Eventualmente, ambos se tornam capazes de conversar diretamente através do mindspeak, mas só depois que Ai consegue entender as motivações de Estraven, e não precisa mais de comunicação direta.

## Estilo e estrutura
O romance é estruturado como parte de um relatório que Ai envia de volta ao Ekumen depois de seu tempo em Gethen, e, como tal, sugere que Ai está selecionando e organizando o material. Ai narra dez capítulos na primeira pessoa; o restante é composto de trechos do diário pessoal de Estraven e relatórios etnológicos de um observador anterior do Ekumen, intercalados mitos e lendas gethenianos. O romance começa com a seguinte afirmação de Ai, explicando a necessidade de múltiplas vozes no romance:
Farei meu relatório como se contasse uma história, pois me foi ensinado, quando criança em meu mundo natal, que a Verdade é uma questão da imaginação. O mais perfeito fato pode minguar ou vigorar de acordo com o estilo em que é contado: como aquela singular joia orgânica de nossos oceanos, que se torna mais radiante quando usada por uma mulher e, usada por outra, ofusca-se e se torna pó. Fatos não são mais sólidos, coerentes, redondos e reais do que pérolas. Mas ambos são sensíveis.

A história não é toda minha, nem contada apenas por mim. Em verdade, não tenho certeza de quem seja; você pode julgar melhor. Mas ela é una, e se, em certos momentos, os fatos parecem se tornar diferentes com um voz diferente, ora, você pode escolher qual fato mais lhe apetece; contudo, nenhum deles é falso, e é tudo uma única história.
Os mitos e lendas servem para explicar características específicas da cultura getheniana, bem como aspectos filosóficos maiores da sociedade. Muitas das narrativas usadas no romance precedem, imediatamente, capítulos descrevendo a experiência de Ai numa situação similar. Por exemplo, um história sobre os perigos de profetizar é apresentada antes da própria experiência de Ai em presenciar uma profecia. Outras histórias incluem uma discussão sobre a lenda do "lugar dentro da tempestade"; outra discute as raízes do culto Yomeshta; uma terceira é um antigo mito da criação orgota; uma quarta é uma história sobre um dos ancestrais de Estraven, que discute o que é um traidor. A presença de mitos e lendas também foi citada por críticos que afirmam que a obra de Le Guin, em especial A Mão Esquerda, assemelha-se, em diversas maneiras, à alegoria. Estas maneiras incluem a presença de um guia (Estraven) para o protagonista (Ai), e o uso de mitos e lendas para fornecer um pano de fundo à história.
A estrutura heterogênea do romance foi descrita como "distintamente pós-moderna", e foi singular à época da publicação, em contraste com a ficção científica tradicional (escrita, principalmente, por homens), que era direta e linear. Em 1999, a acadêmica Donna White escreveu que a estrutura não convencional do romance tornou-o, a princípio, confuso aos críticos, antes de ser interpretado como uma tentativa de seguir a trajetória das mudanças dos pontos de vista de Ai. Também em contraste com o que era típico dos autores masculinos do período, Le Guin narrou a ação do romance através das relações pessoais que representou.
A narração em primeira pessoa de Ai reflete seu ponto de vista em lento desenvolvimento, e o conhecimento e entendimento do leitor acerca dos gethenianos evolui com a percepção de Ai. Ele começa na ingenuidade, gradualmente percebendo seus profundos erros de julgamento. Neste sentido, o romance pode ser entendido como um bildungsroman, ou romance de formação. Já que o romance é apresentado como a jornada de transformação de Ai, a posição deste como narrador aumenta a credibilidade da história. A narração é complementada pelo estilo de Le Guin, descrito por um crítico como "preciso, dialético — sempre evocatório em sua páthos contida", que é "finamente ajustada aos seus poderes de invenção."

## Adaptações
Em dezembro de 2004, a Phobos Entertainment adquiriu os direitos do romance e anunciou planos para um longa-metragem e um video game baseados nele. Em 2013, as companhias Portland Playhouse e Hand2Mouth Theatre produziram uma adaptação para o teatro de A Mão Esquerda da Escuridão na cidade de Portland. Nos dias 12 e 15 de abril de 2015, a BBC Radio 4 transmitiu uma adaptação em duas partes do romance, estrelando Kobna Holdbrook-Smith como Genly Ai, Lesley Sharp como Estraven, Toby Jones como Argaven, Ruth Gemmell como Ashe, Louise Brealey como Tibe and Gaum, Stephen Critchlow como Shusgis e David Acton como Obsle. Este drama de rádio foi adaptado por Judith Adams e dirigido por Allegra McIlroy. A adaptação foi criada e transmitida como parte de um mês temático centrado na vida e obra de Ursula Le Guin, em honra de seu 85.° aniversário. No início de 2017, o romance foi escolhido pela Critical Content para ser produzido como uma minissérie de televisão com Le Guin servindo de produtora consultiva. A primeira produção universitária de A Mão Esquerda da Escuridão estreou no Robinson Theater da Universidade de Oregon em 3 de novembro de 2017, com um roteiro adaptado por John Schmor.